# Servaea obscura
Servaea obscura är en spindelart som beskrevs av William Joseph Rainbow 1915. Servaea obscura ingår i släktet Servaea och familjen hoppspindlar. Inga underarter finns listade i Catalogue of Life.